# Битва при Молинс-де-Рей
В битве при Молинс-де-Рей (также Битва при Молинс-дел-Рей или Битва при Молинс-дель-Рей), произошедшей 21 декабря 1808 года, имперский французский корпус под предводительством Лорана де Гувиона Сен-Сира напал на испанскую армию, временно возглавляемую Теодором фон Редингом и графом Калдагесом (главнокомандующий Хуан Мигель де Вивес-и-Фелиу отсутствовал). Сен-Сир переиграл своих противников, отвлекая их ложной фронтальной атакой, при этом направив основную часть своих сил через реку Льобрегат вокруг правого фланга испанцев. Испанская оборонительная линия рухнула, и французы захватили 1,2 тыс. солдат, всю испанскую артиллерию и самого Калдагеса. Боевые действия велись недалеко от Молинс-де-Рей, расположенного в 15 км западу от Барселоны, Каталония, Испания, и происходили во время Пиренейских войн, части более широкого конфликта, известного как Наполеоновские войны.
Мадридское восстание застало французские оккупационные силы в Испании врасплох. К концу августа 1808 года франко-итальянский гарнизон Барселоны оказался в изоляции и находился под угрозой захвата. Вскоре император Наполеон собрал значительную армию, доверил её Сен-Сиру и поручил своему генералу освободить Барселону. После рискованной кампании Сен-Сир победил испанские войска в Кардедеу и достиг Барселоны. Обнаружив, что его противники заняли сильную позицию за рекой Льобрегат, Сен-Сир вышел из Барселоны и решил отогнать их.

## Предыстория

### Стратегическая ситуация
После заключения Тильзитского мира в 1807 году император Наполеон начал проявлять такие признаки мании величия, что его блестящий дипломат Шарль Морис де Талейран-Перигор подал в отставку с поста министра иностранных дел. Ничем более не сдерживаемый, Наполеон посадил короля Испании Карла IV и его сына принца Фердинанда под стражу, а затем обманом заставил обоих отречься от престола. Затем он объявил, что его брат Жозеф Бонапарт будет править как испанский король. Между тем, под разными предлогами Наполеон перебросил в Испанию значительные части имперских французских войск. В феврале 1808 года эти солдаты захватили Барселону и многие пограничные крепости. 2 мая 1808 года уличные беспорядки в Мадриде были подавлены крайними мерами маршалом Иоахимом Мюратом с 20 тыс. солдатами. Очень скоро испанский народ поднял восстание против французских оккупационных сил.
Гийом Филибер Дюэм командовал Наблюдательным корпусом в Восточных Пиренеях, который насчитывал 12 714 человек. 1-я дивизия под командованием Жозефа Шабрана состояла из одного швейцарского и семи французских батальонов и насчитывала 6045 солдат. 2-я дивизия под командованием Теодоро Леки насчитывала 4596 военнослужащих в четырёх итальянских и двух неаполитанских батальонах. Кавалерийская бригада во главе с Бертраном Бессьером насчитывала 825 солдат в двух французских временных полках, а кавалерийская бригада под командованием Франсуа Ксавье де Шварца насчитывала 892 итальянских и неаполитанских всадника. Также в корпусе было 356 артиллеристов и кучеров. Наполеон планировал, что Дюэм сможет захватить Валенсию и Льейду, а также удержать Барселону. Эти ожидания оказались безнадежно оптимистичными, учитывая ограниченное количество войск у Дюэма и размах восстания.
Сражения при Бруке были двумя неудачными попытками очистить перевал Эль-Брук, сначала Шварцем, а затем Шабраном. Взяв половину своего корпуса, Дюэм попытался расчистить дорогу во Францию, но в битве при Жироне его войска не смогли овладеть городом. Наполеон понял, что Дюэму нужна помощь, поэтому он собрал 8 тыс. второсортных французских солдат в новую дивизию и назначил её командующим Оноре Шарля Рея. Сначала Рей подошёл к замку Сан-Ферран в Фигерасе, затем попытался захватить порт Росас, но потерпел неудачу. В конце июля Рей и Дюэм подошли к Жироне с севера и юга и начали вторую осаду этого города. Она продвигалась так медленно, что граф Калдагес атаковал осаждающих и вынудил французов отступить. Рей удалился в Фигерас без особых проблем, но Дюэма беспощадно преследовали микелеты (каталонское ополчение). Дюэму пришлось бросить свою артиллерию и обоз, прежде чем 20 августа 1808 года его войскам удалось добраться до Барселоны.

### Действия сторон
Когда Наполеон наконец осознал масштабы проблемы в Каталонии, он внёс некоторые существенные изменения в свои планы. Уже 17 августа 1808 года Наполеон назначил Лорана Гувиона Сен-Сира своим новым командующим в Каталонии. Сен-Сир получил из итальянского гарнизона подкрепление в 18 тыс. человек, которые, впрочем, могли прибыть только через несколько недель. В отличие от разношёрстных солдат Рея, в это подкрепление входили отборные войска французской дивизии Жозефа Суама и итальянской дивизии Доменико Пино. Также там была небольшая франко-итальянская дивизия под руководством Луи Франсуа Жана Шабо, итальянская кавалерийская бригада во главе с Жаком Фонтаном и французский 24-й драгунский полк.

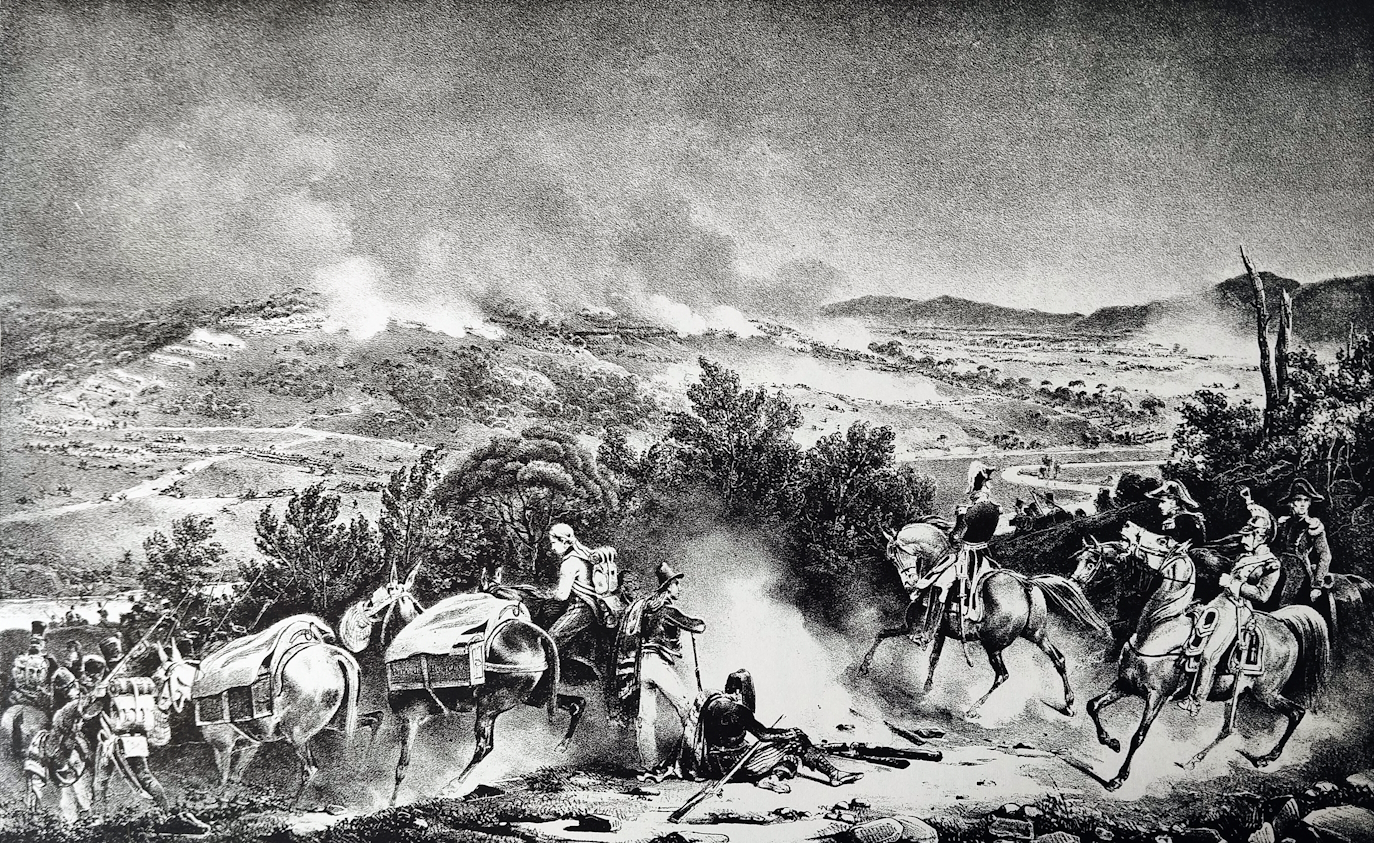
Битва при Кардедеу, 16 декабря 1808 г.

Тем временем на Балеарских островах стояли без дела 10 тыс. испанских солдат, потому что их командир Хуан Мигель де Вивес-и-Фелиу боялся, что его новые британские союзники планируют захватить острова. Когда солдаты начали угрожать мятежом, Вивес наконец позволил маркизу дель Паласио отплыть на материк с 5 тыс. человек. 23 июля они высадились в Каталонии. Местные власти назначили Дель Паласио новым генерал-капитаном Каталонии, и он начал блокаду Барселоны. К Каталонии приближались около 10 тыс. испанских солдат из провинции Гранада под командованием Теодора фон Рединга. Подразделение из провинции Арагон под руководством Луиса Ребольедо де Палафокса и Мельчи, 1-го маркиза де Лазана, достигло Лериды. Летом и осенью Паласио вёл себя настолько пассивно, что 28 октября его сменил генерал-капитан Вивес. К этому времени силы испанцев насчитывали 20 тыс. пехотинцев и 1 тыс. кавалеристов. Вивес ужесточил блокаду Барселоны и, наконец, 26 ноября загнал гарнизон за городские стены. Однако в остальном Вивес оказался столь же медлительным и безынициативным, как и Паласио.
7 ноября 1808 года Сен-Сир начал осаду Росаса, а 5 декабря город пал. Это устранило потенциальную угрозу французским путям сообщения. Во второй неделе декабря Сен-Сир прибыл к крепости Жироны с 17 тыс. военнослужащими. Он надеялся выманить испанский гарнизон за пределы городских стен, но эта тактика не сработала. Командующий гарнизоном Жироны Мариано Альварес де Кастро и Лазан не стали рисковать своими 8 тыс. солдат в открытом поле против значительно превосходящих сил Сен-Сира.
Французский командующий знал, что осада Жироны займёт слишком много времени, поэтому он отослал свою артиллерию и обозы, и смело проскользнул мимо Жироны, оставив дивизию Рея позади. Вивес предполагал, что французы остановятся перед Жироной. Когда он обнаружил, что Сен-Сир уходит по холмам, он в ответ отправил дивизию под командованием Рединга, чтобы заблокировать французов. Вивес, наконец, очнулся и тоже привёл одну бригаду, хотя у него было 24 тыс. солдат. Сен-Сир полностью перехитрил своих противников и прибыл к деревне Кардедеу, застав там Вивеса и Рединга всего лишь с 9,1 тыс. солдат и семью пушками. 16 декабря в битве при Кардедеу Сен-Сир использовал массивные атакующие колонны, чтобы прорвать испанские линии. Французы нанесли своим противникам урон в 2,5 тыс. человек, потеряв при этом только 600. Вивес, бросив свою армию, бежал на побережье, где его подобрал британский фрегат HMS Cambrian и отвёз в Таррагону.

## Битва

### Подготовка

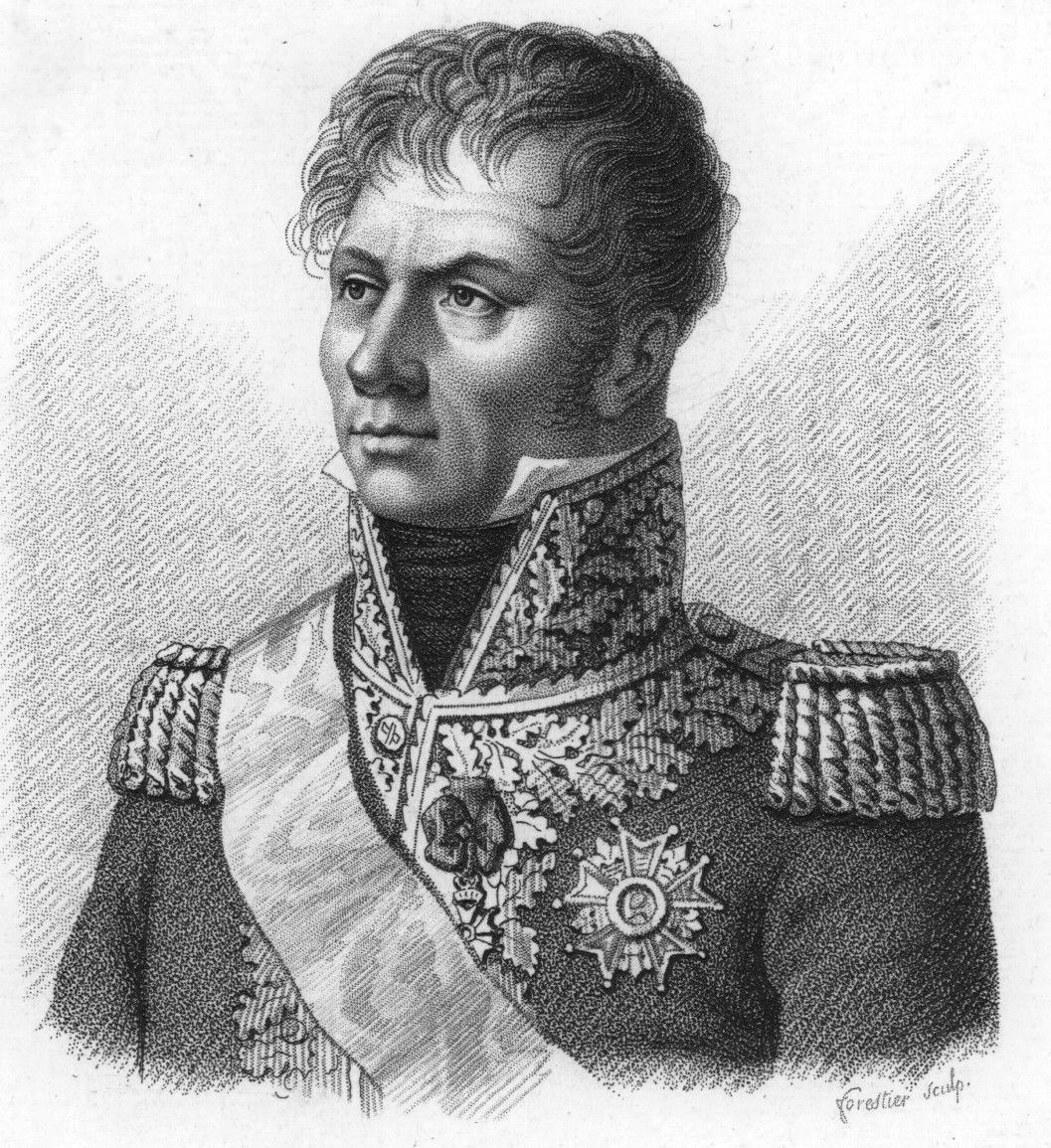
Лоран Гувион Сен-Сир

16 декабря граф Калдагес отбил вылазку защитников Барселоны, но в тот вечер он узнал о поражении испанцев при Кардедеу. После этого Калдагес отвёл блокадные силы, стоявшие за рекой Льобрегат, и занял позицию между Молинс-де-Рей на севере и Сан-Бой-де-Льобрегат на юге. Во время поспешного отступления Калдагес бросил большой склад продовольствия в Саррии, доставшийся французским войскам. Утром 17 декабря Сен-Сир привёл свою армию на помощь осаждённой Барселоне. К его досаде, никто не выслал солдат из осаждённого гарнизона, чтобы приветствовать его победоносные войска. Когда наконец появился Дюэм, он высокомерно заметил Сен-Сиру, что его силам не угрожает никакая опасность, и они смогут продержаться ещё шесть недель. В ответ на это раздражённый Сен-Сир предъявил копию одной из депеш Дюэма маршалу Луи Александру Бертье, в которой он сообщал, что его гарнизон находится в отчаянном положении, и просил о помощи. Дюэм молча удалился.
После того, как около 1 тыс. его микелетов дезертировали, у Калдагеса насчитывалось 11 тыс. солдат. Вскоре к ним присоединился Рединг, который привёл остатки армии, разбитой в Кардедеу, 3-4 тыс. человек. На линии вдоль Льобрегат для правого крыла блокадных сил были построены полевые укрепления, находящиеся всего в 10 км от пригородов Барселоны. Укрепления были хорошо защищены и оборудованы тяжёлой артиллерией, но были слишком протяжёнными для армии из 15 тыс. солдат. Через Льобрегат было несколько бродов, и если бы французы сосредоточились на атаке в одном месте, они наверняка достигли бы успеха. В отсутствие Вивеса Рединг, как его заместитель, взял на себя командование испанскими силами. И он, и Калдагес знали, что позиции испанцев ненадёжны, но они оказались перед нелёгким выбором.
Рединг и Калдагес хотели отступить на запад на хорошие позиции в Ордале в Субиратсе, где они планировали построить укреплённый лагерь. Однако уход в Ордаль открыл бы для французов дорогу Барселона-Льейда. Кроме того, это позволило бы французам собирать урожай на равнинах. В поисках хоть какого-нибудь совета Рединг отправил сообщение Вивесу, который был в Ситжесе. Вивес не смог взять на себя ответственность, оставив Редингу решать, защищаться или отступать. Ответ Вивеса прибыл в ночь с 20 на 21 декабря. Чтобы продемонстрировать свое мужество в глазах каталонцев, Рединг решил бороться.

### Имперские силы
Ветреным и холодным утром 21 декабря 1808 года Сен-Сир с четырьмя дивизиями вышел из города, оставив Дюэма с итальянским дивизионом Лечи удерживать Барселону. В состав имперских сил входили дивизии Шабрана, Суама, Пино и Шабо. Дивизия Шабрана была частью корпуса Дюэма, остальная часть которого находилась в Барселоне.  У Шабрана были французские ветераны и один батальон швейцарцев. Французские дивизии Суама и итальянские Пино были набраны из отборных солдат. Дивизия Шабо состояла из одного французского и двух неаполитанских батальонов. Неаполитанцы считались худшими солдатами в Европе. Войско Сен-Сира также включало кавалерийскую бригаду Фонтаны, состоящую из итальянских королевских шассёров и 7-го эскадрона итальянских драгунов.

### Сражение

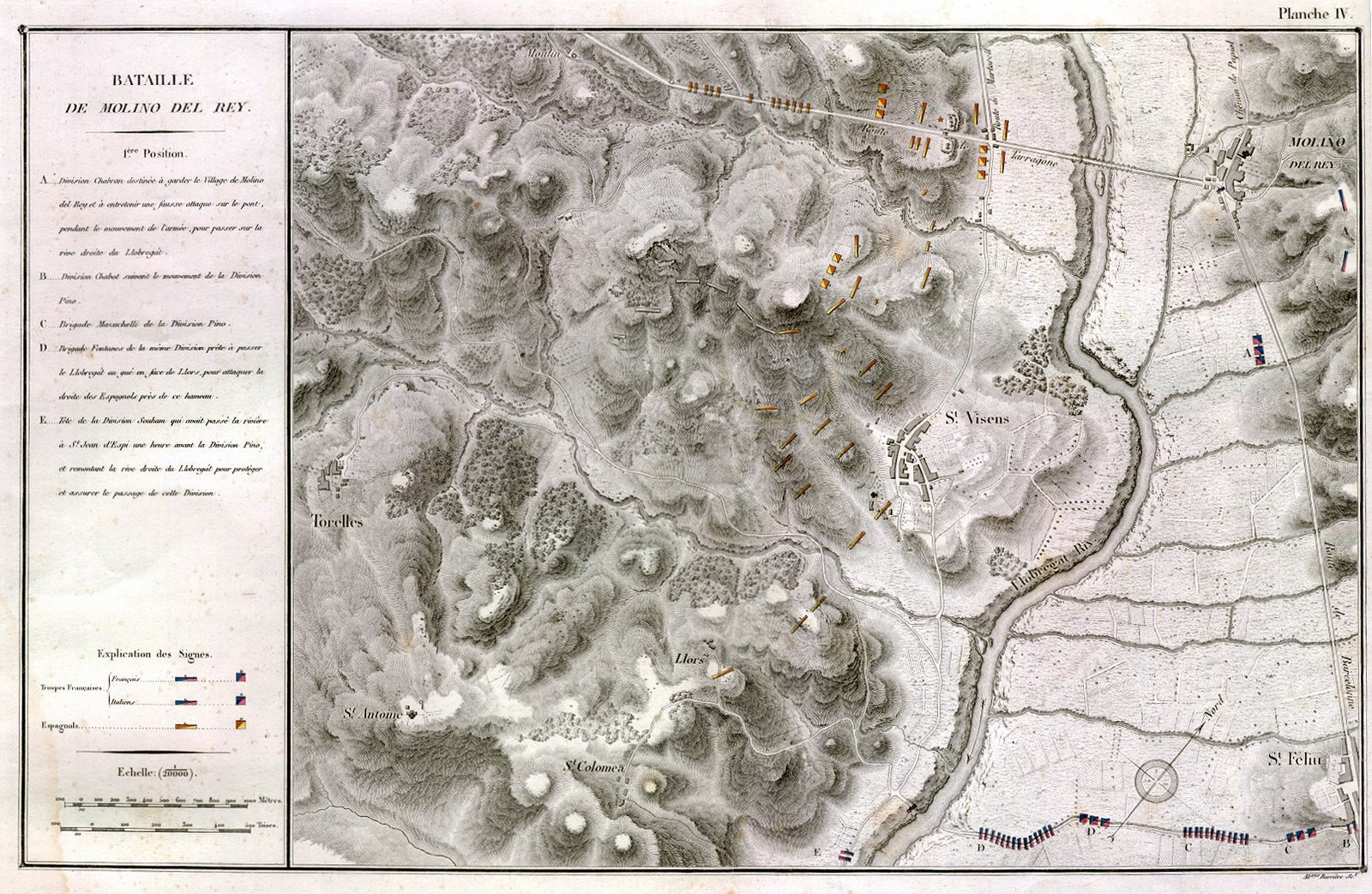
Карта битвы при Молинс-де-Рей. Дивизия Шабрана симулировала атаку на мосту в правом верхнем углу, в то время как основные силы Сен-Сира пересекли реку внизу и развернулись направо.

Сен-Сир планировал, что дивизия Шабрана из 4 тыс. человек проведёт отвлекающую атаку на мосту Молинс-де-Рей. В то время как испанские генералы будут отвлечены, 14 тыс. солдат дивизий Суама, Пино и Шабо должны были пересечь Льобрегату ниже вброд и атаковать правый фланг испанцев. В 5 часов утра Шабран начал свою ложный выпад на левый фланг испанцев. Рединг попался на уловку Сен-Сира и направил на левый фланг часть войск с правого фланга. В 6:00 Сен-Сир начал настоящую атаку тремя дивизиями.
Дивизия Суама перешла реку вброд возле Сан-Жоан-Деспи. Испанские войска в центре начали двигаться вниз по склону, чтобы противостоять Суаму, но дрогнули и не стали атаковать. Подразделения Пино и Шабо пересекли реку на юге в Сан-Фелиу, встретив слабое сопротивление. Вскоре французы прорвали слишком сильно растянутый испанский фронт в нескольких местах. Небольшая дивизия Шабо полностью охватила испанский правый фланг. Когда войска Шабо двинулись вглубь испанского тыла, войска, сражавшиеся против Пино и Суама, были вынуждены отступить, покинув хорошие оборонительные позиции. Французское наступление опрокинуло испанский левый фланг и центр, заставив их бежать на север неорганизованной массой.
Вскоре перед Шабраном стали появляться толпы отступающих солдат. Это был момент, когда Шабран мог превратить свою ложную атаку в настоящую, но он поколебался. К тому времени, как войска Шабрана переправились через Льобрегат, большинство испанских войск уже бежали. В это время Вивес наконец-то прибыл на поле битвы. Видя, как его войска спасаются бегством, он немедленно последовал их примеру. Сен-Сир отпустил своих драгунов в погоню за неприятелем, и им удалось схватить графа Калдагеса, когда его лошадь упала. Французы захватили 1,2 тыс. человек, 25 орудий, арсенал с 3 млн патронов, и множество мушкетов, брошенных бегущими испанскими солдатами. Другой источник утверждал, что испанцы потеряли 1 тыс. убитых и раненых, а французы захватили 1,2 тыс. человек, 25 орудий и одно знамя. Из 18 тыс. человек французы потеряли 400 убитых и раненых . Историк Чарльз Оман писал, что французы испытывали недостаток в артиллерийских орудиях и что пушки, захваченные у испанцев, оказались очень кстати. Он отметил, что у войск Сен-Сира не было артиллерии, и что бо́льшая часть орудий была потеряна Дюэмом при отступлении после второй осады Жироны.

## Итог

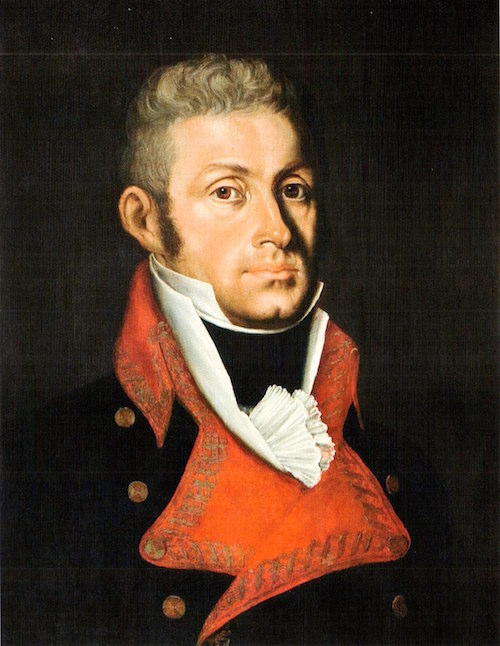
Теодор фон Рединг

Большинство разбитых испанских солдат бежали в Таррагону, а другие направились в Льейду или Тортосу. После этого победоносные имперские французские войска заняли водораздел Льобрегата и западные области, включая важное ущелье у Ордаля. Подразделение Суама расположилось в Вендрелье, Пино в Сиджесе и Вильяфранка-дель-Пенедес, Шабрана в Марторелье, а Шабо в Сан-Садурни-д’Анойя. Сен-Сир считал, что на первом месте стоит обеспечение достаточного количества продовольствия для его армии, а на втором восстановление линий снабжения из Франции. Французам было бы чрезвычайно затруднительно снабжать Барселону по морю, учитывая военные корабли британского Королевского флота, патрулирующие берега. Между тем, внутренний маршрут был заблокирован удерживаемыми испанцами Жироной и Остальриком. У Сен-Сира были и другие причины для приостановки своего победного шествия. Зимняя кампания измотала его солдат, и им нужно было время для восстановления. Испанские войска под командованием Альвареса и Лазана преследовали дивизию Рея близ Жироны.
Сен-Сир мог попытаться захватить Таррагону, но он полагал, что ему понадобится осадный обоз и большой запас боеприпасов, чтобы взять эту мощную крепость. Он не знал, что большинство микелетов разошлось по домам, регулярная пехота начинала бунтовать, а каталонцы впали в истерику, ища козлов отпущения. В Лериде местный житель, некто Гомес, захватил власть и начал казнить любого, кого подозревал в измене. Наконец Рединг положил этому конец, отправив в город батальон, чтобы арестовать и казнить тирана. Когда давление Сен-Сира ослабло, каталонцы начали сплачиваться. На фронт прибыл второй эшелон гранадских войск Рединга, а также подкрепление с Мальорки.
Испанские власти вынудили некомпетентного Вивеса уйти в отставку и заменили его Редингом, который был если не военным гением, то по крайней мере храбрецом. Микелеты вернулись на службу, так что через месяц после Молинс-де-Рей армия Каталонии насчитывала 30 тыс. человек. 1 января 1809 года Лазан напал из засады и разгромил 4-й батальон 2-го французского линейного пехотного полка, убив и ранив 200 человек и захватив в плен ещё 90. Когда Рей и 2,5 тыс. солдат попытались отомстить, они встретил яростный отпор. Однако Лазан вскоре вывел свою дивизию из Каталонии и пошел на помощь своему брату Хосе де Палафокс-и-Мельчи, армия которого сражалась во второй осаде Сарагосы. Войска Сен-Сира занимались сбором продовольствия и подавлением микелетов. Имперские войска очистили перевал Эль-Брук и захватили гору Монтсеррат, но потом ушли с неё. Время от времени корабли прорывались через британскую блокаду, привозя в Барселону продовольствие. Только несколько позже была создана система конвоев. Следующим крупным сражением в Каталонии была битва при Вальсе 25 февраля 1809 года.

## Для дальнейшего чтения
- Rickard, J. Battle of Cardadeu, 16 December 1808. historyofwar.com.
- Rickard, J. Battle of Molins del Rey, 21 December 1808. historyofwar.com.
- Rickard, J. Siege of Barcelona, 1 August-17 December 1808. historyofwar.com.